# Zbindenicidaris
Zbindenicidaris is een geslacht van uitgestorven zee-egels uit de familie Polycidaridae.

## Soorten
- Zbindenicidaris toucasi (Cotteau, 1875) † Rhätische, Frankrijk.
- Zbindenicidaris varusensis (Cotteau, 1875) † Bajocien, Frankrijk.
- Zbindenicidaris blainvillei (Desor, 1858) † Boven-Bajocien-Bathonien, Frankrijk, Zwitserland.
- Zbindenicidaris subcoronata (Munster, 1841) † Carnian, Italië.